# Famille de Wendel
Pour les articles homonymes, voir Wendel.
 (septembre 2021).
Si vous disposez d'ouvrages ou d'articles de référence ou si vous connaissez des sites web de qualité traitant du thème abordé ici, merci de compléter l'article en donnant les références utiles à sa vérifiabilité et en les liant à la section « Notes et références ».
La famille de Wendel est une dynastie industrielle de maîtres de forges, propriétaire d'aciéries en Lorraine, présente dans l'industrie depuis trois siècles.
Cette famille compte notamment parmi ses membres deux présidents du Comité des forges de France et un régent de la Banque de France.

## Origine du nom
Le nom Wendel vient de Wendelin, saint ermite établi au VIe siècle dans la région de Trèves, qui a aussi donné son nom à la ville allemande de Saint-Wendel dans la Sarre.
Selon Nicolas Viton de Saint-Allais, les premiers Wendel étaient des militaires. Les premiers membres de la famille connus semblent avoir vécu à Bruges, avant leur installation à Coblence. Le premier acte de baptême certain fut établi à Coblence en 1605 à l'occasion de la naissance de Jean-Georges, fils de Jean de Wendel et Marie de Wanderen.

## Histoire
Selon Nicolas Viton de Saint-Allais cette famille est issue d'officiers installés en Lorraine dans la deuxième moitié du XVIIe siècle. Christian Wendel, seigneur de Longlaville près de Longwy, lieutenant de cavalerie dans l'armée du duc Charles IV de Lorraine est le père de
Jean-Martin Wendel, maître de forges.
En 1704, Jean-Martin Wendel, fils cadet de Christian, fait l'acquisition des forges de la Rodolphe à Hayange, au nord du duché, devenant ainsi le premier maître de forges de la famille, qui développe considérablement les activités sidérurgiques au cours des générations. Son fils, Charles I de Wendel (1708-1784), épouse Marguerite d'Hausen et fait notamment construire les forges de Hombourg-Haut (1754) et le haut-fourneau de L'hôpital (1760).
En 1779, François Ignace de Wendel de Hayange, officier d'artillerie, est nommé régisseur des Fonderies d'Indret (Loire-Atlantique) par le ministre de la marine de Louis XVI ( Sartines) et sur conseil de Gribeauval, premier inspecteur de l'artillerie royale. Puis le 8 décembre 1782, il fonde, avec l'ingénieur anglais William Wilkinson et l'architecte Pierre Toufaire, la fonderie royale du Creusot. Toutefois, la Révolution contraint les Wendel à émigrer. Leurs biens, dont les forges de Hayange, sont vendus comme biens nationaux. De retour d'émigration, François de Wendel, fils d'Ignace, rachète en 1804 les forges de Hayange et les développe sous l'Empire et la Restauration.
Au XIXe siècle, la sidérurgie Lorraine dominée par les Wendel atteint un développement considérable, grâce en particulier à l'extension des chemins de fer. La famille de Wendel met en œuvre une politique sociale ambitieuse et bienveillante, inspirée par ses convictions catholiques, qui sera ultérieurement critiquée sous le nom de paternalisme.
Le Traité de Francfort qui met fin à la guerre de 1870 entérine l'annexion d'une grande partie de la Lorraine. Hayange se trouve intégré à l'Empire allemand. Charles étant mort quelques mois plus tôt, c'est à sa mère Joséphine de Fischer de Dicourt, âgée de quatre-vingts ans que revient la charge d'assurer l'intérim à la tête des usines en attendant que la transition se fasse avec les fils de Charles. Afin d'éviter l'éclatement du groupe, celle-ci va alors intégrer dans les statuts de la société une clause stipulant que seul un membre de la famille Wendel pourra en être actionnaire. Le groupe Wendel est en effet à ce moment sollicité par un groupe allemand mais se refuse à vendre, afin de « maintenir la présence française en Lorraine annexée ». L'un des fils Wendel restera à Hayange (rester en territoire allemand impliquait la perte de la nationalité française). Deux d'entre eux seront élus au Reichstag  comme députés « protestataires » par une population restée fidèle à la France. Mais le reste de la famille de Charles de Wendel, refusant de devenir Allemand, décide de s'établir (côté français) à Jœuf qui se trouve à la frontière entre la France et l'Allemagne. Les Wendel Y fondent de nouvelles et monumentales usines, aujourd'hui détruites.
Robert de Wendel est président du Comité des forges de 1898 à 1903.
Au XXe siècle, au lendemain de la Première Guerre mondiale, la Moselle redevient entièrement française entraînant la réunification de toutes les usines Lorraines. Les industries de la famille de Wendel atteignent leur apogée. François de Wendel, député puis sénateur, président du Comité des forges (1918-1940), régent de la Banque de France (et ainsi désigné comme faisant partie des « 200 familles »), est considéré comme un des principaux acteurs d'une politique conservatrice qui échoue avec l'avènement du Front populaire. En 1940, demeuré à Paris en geste de « discrète désapprobation », il s'abstient de voter les pleins pouvoirs au maréchal Pétain. Le Troisième Reich annexe de facto la Moselle. Les usines de Moselle sont confisquées par les nazis. Contrairement à une légende bien ancrée, à aucun moment de leur histoire, les Wendel ne produisent de canons.
Au lendemain de la Seconde Guerre mondiale, la famille Wendel contribue à la reconstitution d'un pôle sidérurgique français important (fusion d'entreprises pour former Sollac puis Sacilor). François de Wendel est ainsi épaulé par ses deux frères : Maurice et Humbert. C'est d'ailleurs ce dernier qui sera à l'origine de la création de Sollac. La mort des trois frères dans une période de treize années (François en 1949, Humbert en 1954 et Maurice en 1962) annonce la fin des grands maîtres des forges, dont le dernier sera Henri de Wendel, mort en 1982. Fragilisée par un strict contrôle des prix et par une croissance accélérée des capacités de production destinée à répondre aux exigences du Plan (usine de Fos-sur-Mer) édicté par l'État, la société Wendel et Cie, devenue Wendel-Sidelor puis Sacilor, passe en 1978 sous la coupe des banques d'État, avant d'être formellement nationalisée en 1981 pour se fondre dans Usinor-Sacilor puis Arcelor.
Sous l'égide de Pierre Celier puis d'Ernest-Antoine Seillière, la maison de Wendel est depuis lors devenue une société d'investissement. Wendel détient des participations, entre autres, dans la société internationale de certification Bureau Veritas.
La commune de Stiring-Wendel a été baptisée en leur hommage.

## Propriétés

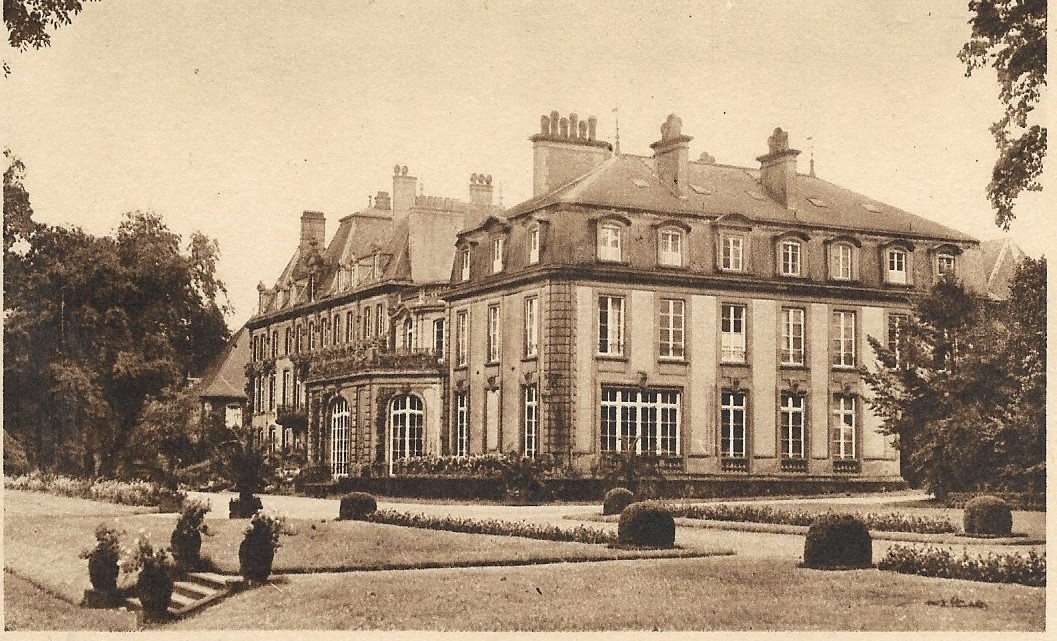
Château d'Hayange vers 1950
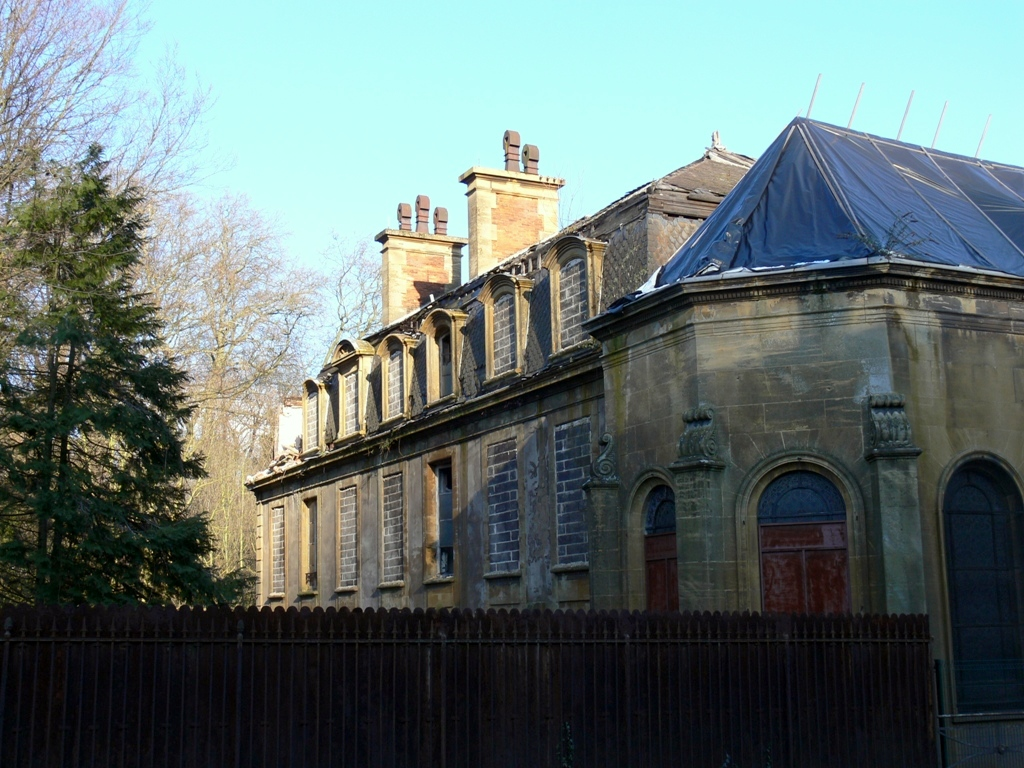
Chapelle du Château de la famille de Wendel à Hayange, en ruines (état 2009) en partie restauré depuis, il accueille la communauté d'agglomération du Val de Fensch
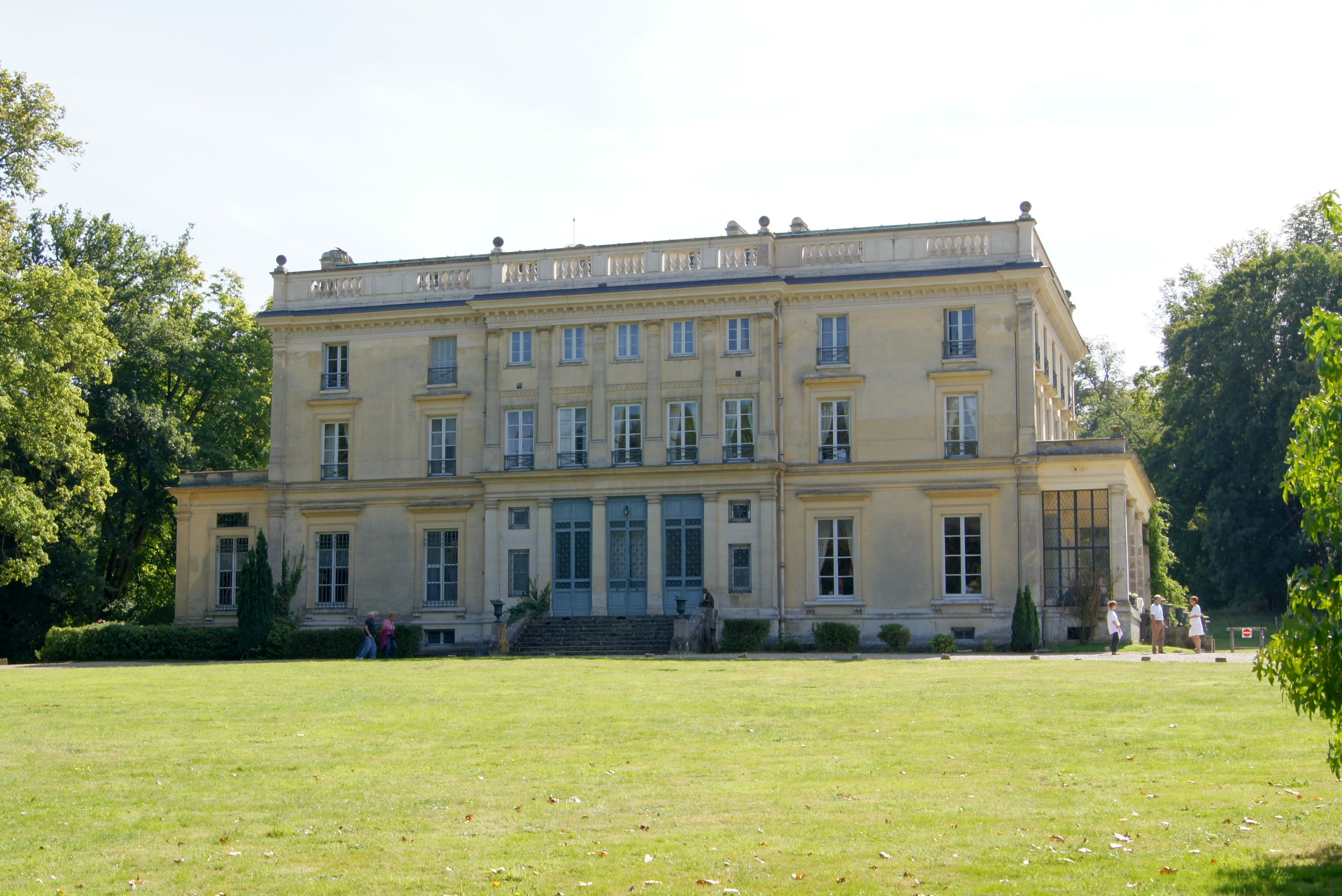
Château de Vaugien, Vallée de Chevreuse
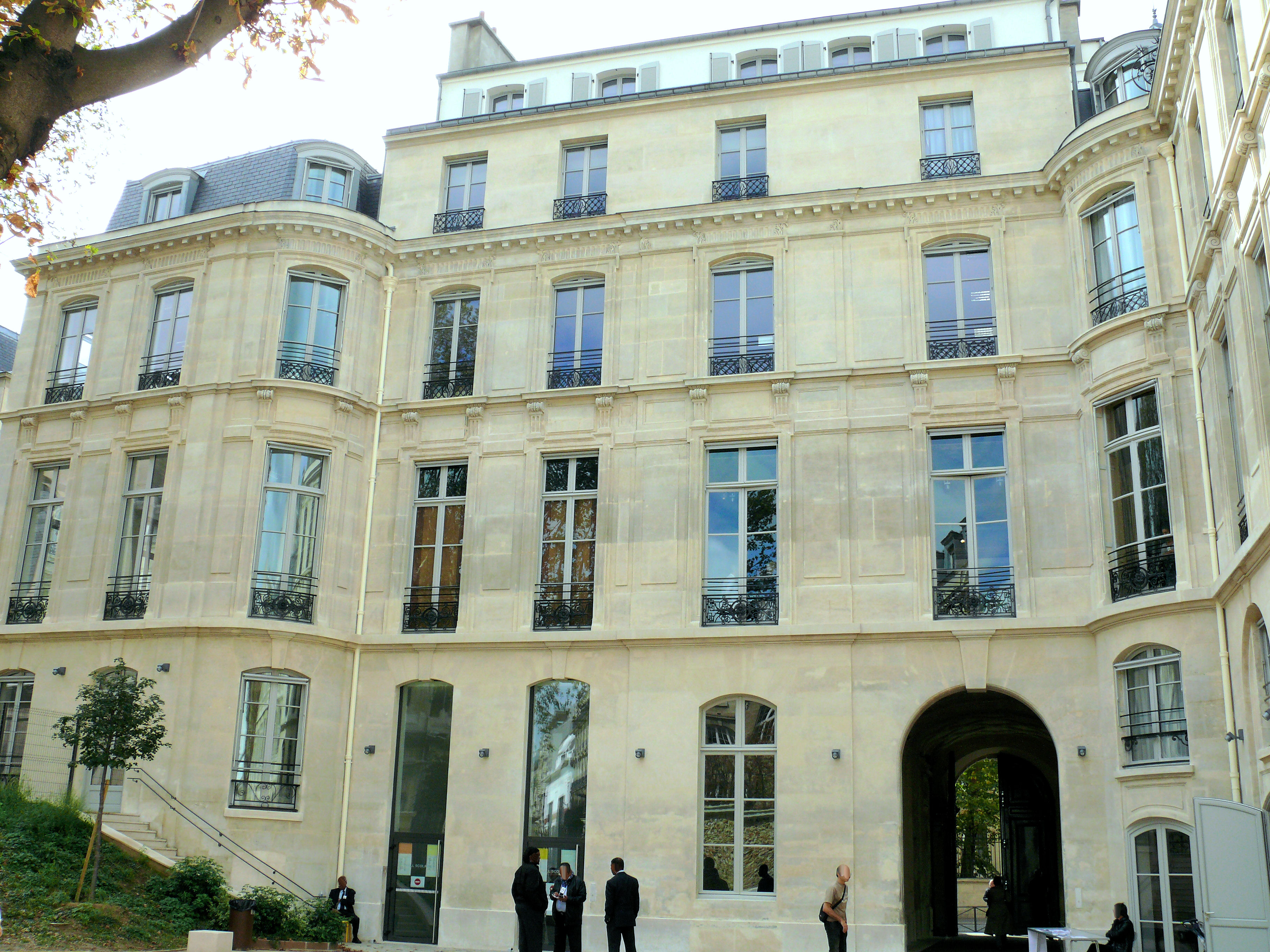
Hôtel de Wendel à Paris (actuellement école élémentaire)

## Généalogie

### Généalogie simplifiée
- Jean de Wendel dit originaire de Bruges (fin XVIe siècle), épouse Marie de Wanderen.
  - Jean Georges de Wendel, né le 8 octobre 1605 à Coblence (Allemagne), épouse Marguerite de Hammerstein.
    - Christian de Wendel, (1636- 1708), épouse Dorothée Agnès Jacobs puis Claire Saurfeld.
      - Jean-Martin de Wendel, (1665-1737) épouse vers 1700 Anne Marguerite Meyer.
        - Jean François de Wendel (1703-1718).
        - Anne Jeanne de Wendel (1704-1792) (épouse en 1722 Pierre Thomas de Brandebourg de Léovillé).
        - Reine Françoise de Wendel, née à Ottange le 28 mai 1706-1787 (épouse le 1er décembre 1722 à Metz Gabriel François Palteau de Weymerange), commissaire ordinaire des guerres, Premier secrétaire de l'intendant de Metz, mort le 30 janvier 1760 à Metz.
        - Jean Charles de Wendel, né le 19 février 1708 à Ottange, mort le 4 septembre 1784 à Hayange. Marié le 11 mai 1739 à Sarreguemines avec Anne Marguerite d'Hausen, née le 20 octobre 1718, morte le 4 janvier 1802.
          - François Ignace de Wendel, né le 23 septembre 1741 à Thionville, mort le 2 mai 1795 à Ilmenau. Marié le 12 mai 1772 au Château de Tronville près de Bar-le-Duc, avec Françoise Cécile du Tertre, née en 1749, morte en 1783.
            - Charles Antoine de Wendel, né à Metz le 23 mars 1774, sous-lieutenant au 5e régiment de hussards (ex régiment de Lauzun Hussards) en 1791, émigre en juin 1792, mort à Strasbourg le 8 novembre 1832.
            - Antoine Louis de Wendel né à Metz le 3 janvier 1776, mort en 1828 (épouse à Abbeville Clémentine de Cattey).
            - François de Wendel, né le 19 février 1778 à Charleville, mort le 11 mars 1825 à Metz. Marié à Metz le 6 février 1804 avec sa cousine Françoise Joséphine de Fischer de Dicourt, née en 1784.
              - Joséphine Marguerite de Wendel 1804-1851 (épouse Théodore de Gargan) qui suit.
              - Victor-François de Wendel 1807-1850 (épouse Octavie de Rosières).
                - Pauline de Wendel 1832-1915 (épouse Albert de Curel)
                  - François de Curel (1854-1928)

              - Charles de Wendel né le 13 décembre 1809 à Metz, mort le 15 avril 1870 à Paris (en son hôtel de la rue de Clichy). Marié le 29 mai 1843 à Souhey (Côte d'Or), avec Jeanne Marie de Pechpeyrou-Comminges de Guitaut (1825-1908).
                - Henri de Wendel, né le 24 mars 1844 à Hayange, mort le 10 octobre 1906 au château de Vaugien, Saint Rémy les Chevreuses (Yvelines). Marié le 4 juillet 1872 à Paris, avec Berthe Henriette Hélène Marie de Corbel de Vaulserre (1849-1918).
                  - François de Wendel, né à Paris le 5 mai 1874, mort à Paris le 12 septembre 1949, marié à Paris le 7 décembre 1905 avec Marie Aline Odette Humann-Guilleminot (1884-1954).
                    - Marguerite de Wendel (1907-1976) épouse son cousin, Emmanuel de Mitry (1892-1983).
                      - Hélène (1927-2015) épouse François Missoffe (1919-2003)
                        - Françoise Missoffe (1948) épouse Guy de Panafieu (1943)

                    - Odile de Wendel (1908-1994).
                    - Henri de Wendel (1913-1982) épouse Galliane Haudry de Soucy (1924-1993), veuve du comte Charles de Choiseul-Praslin.
                      - François de Wendel, né en 1949. En octobre 2008, il devient président du conseil d'administration de la Société Lorraine de Participations Sidérurgiques (SLPS). Il a épousé Christine Taillandier.
                        - Ségolène de Wendel, Mme Guillaume Aubin
                        - Gabrielle de Wendel, Mme Guillaume de Lesquen du Plessis-Casso
                        - Jean-Martin de Wendel, épouse Christine, comtesse von Seefried auf Buttenheim
                        - Jeanne de Wendel, Mme François Simon
                        - Madeleine de Wendel, MmeJulien Cambournac

                  - Maurice de Wendel (1879-1961), épouse Andrée des Monstiers-Mérinville (1886-1980).

                - Robert de Wendel (1847-1903), épouse Marie de Gramedo (1850-1917).
                  - Guy de Wendel (1878-1955), épouse Catherine Argyropoulos (1878-1960).

## Portraits

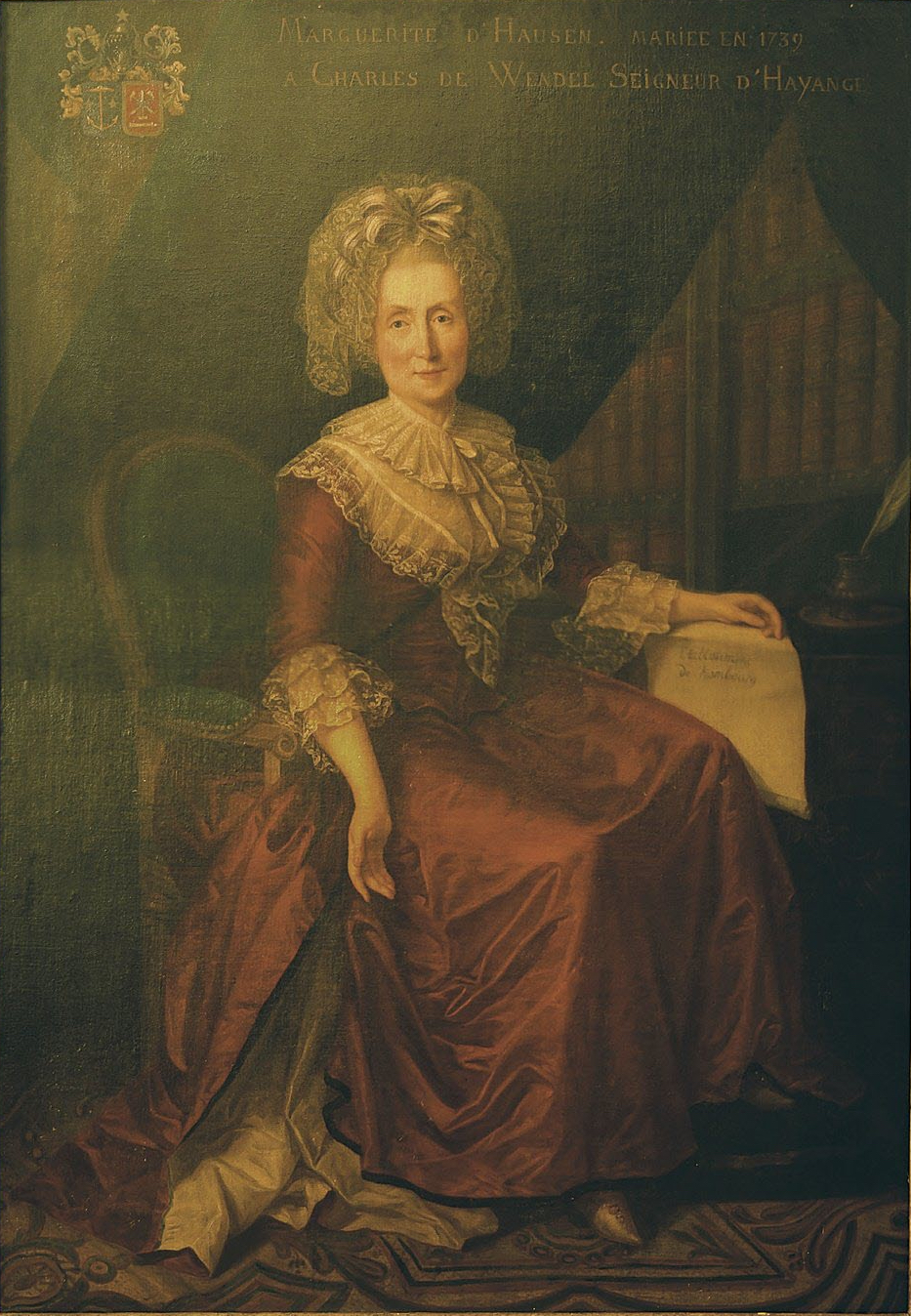
Marguerite d'Hausen, épouse Jean Charles de Wendel, dite Madame d'Hayange
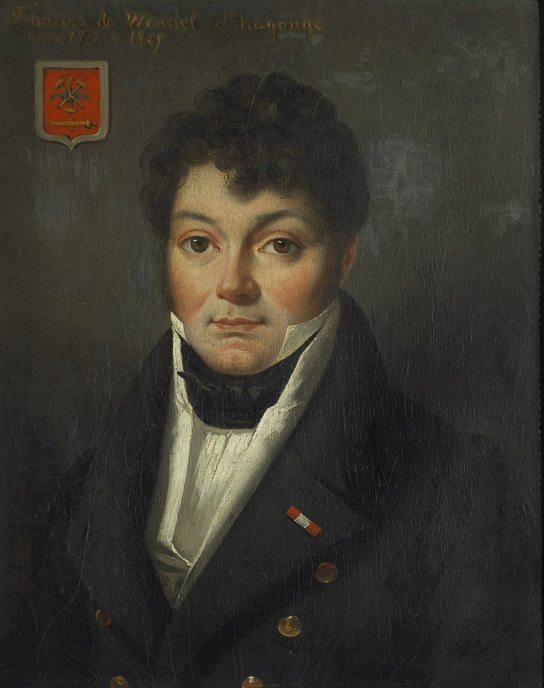
François de Wendel d'Hayange (1778-1825)
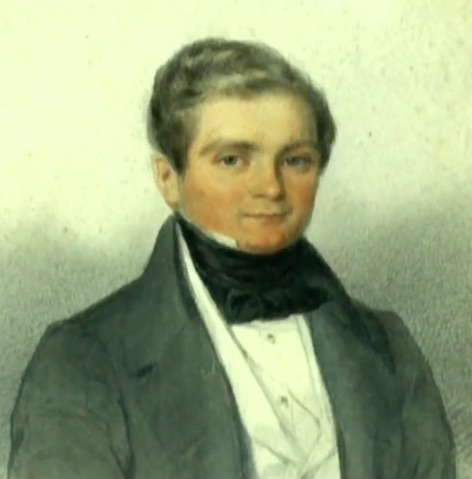
Charles de Wendel (1809-1870)
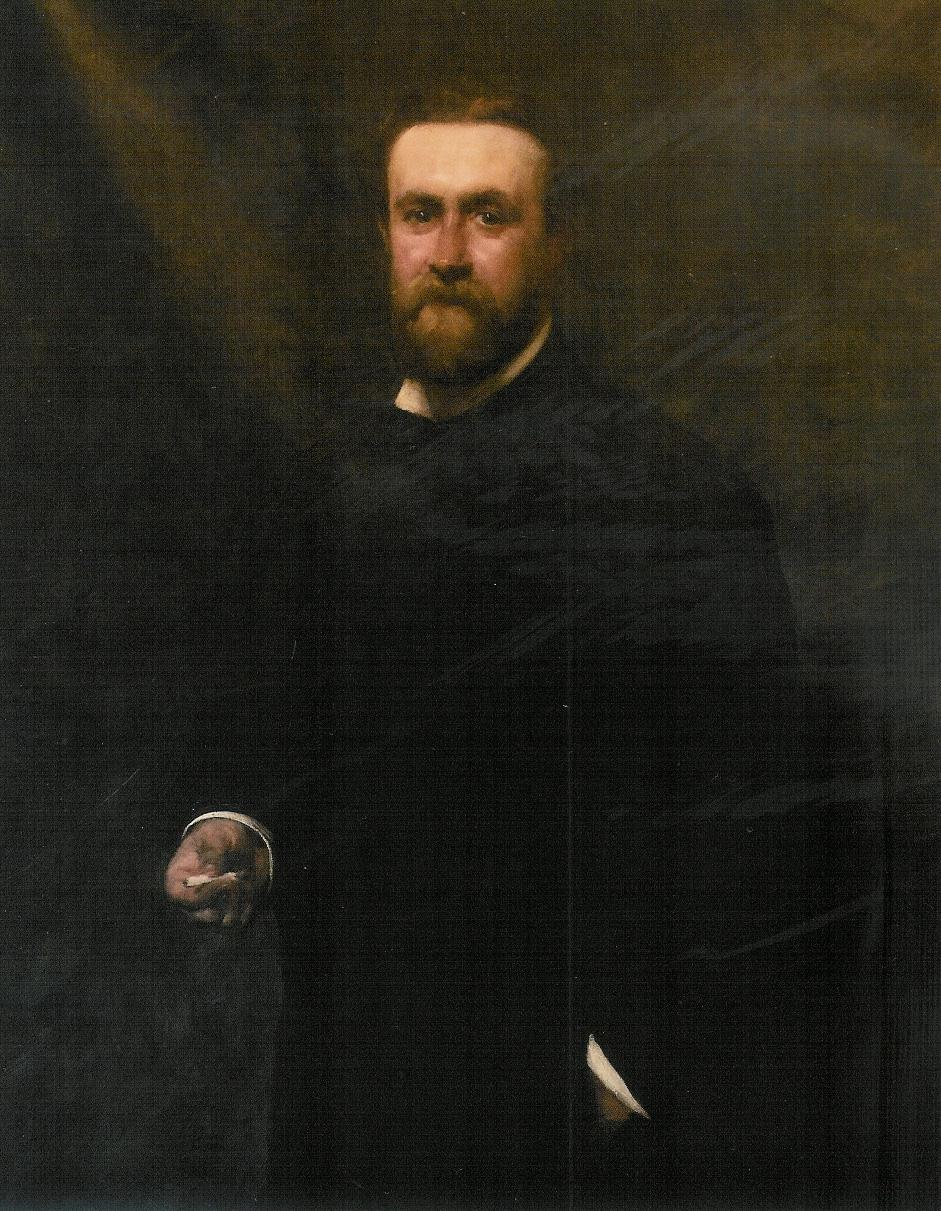
Henri de Wendel (1844-1906)
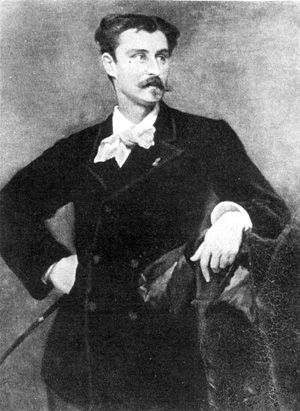
Robert de Wendel (1847-1903)
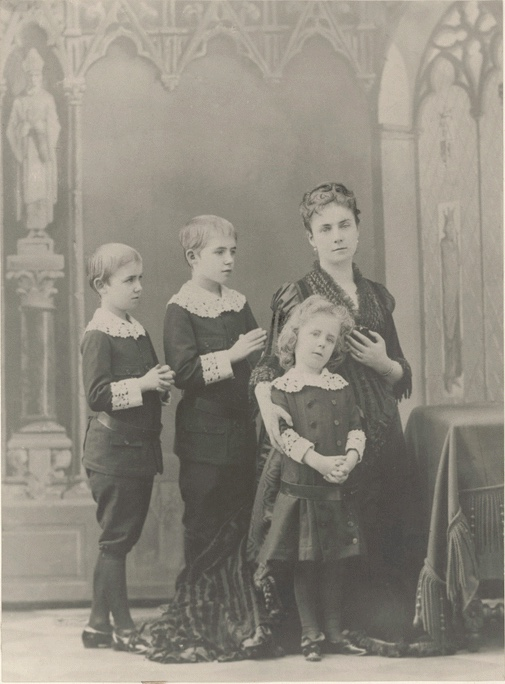
Madame de Wendel, épouse d'Henri de Wendel avec ses trois fils, François, Maurice et Humbert, posant pour le vitrail d'Hayange dans un décor gothique
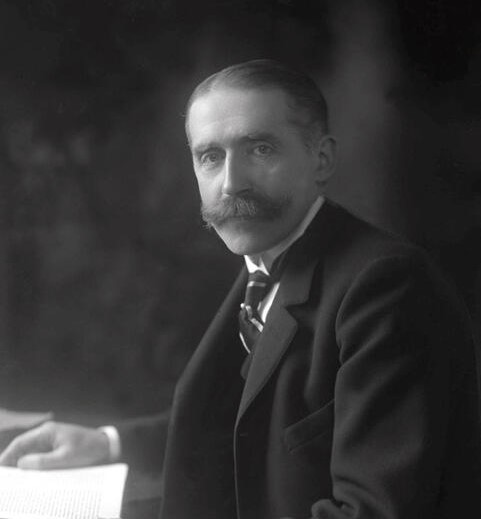
François de Wendel (1874-1949)
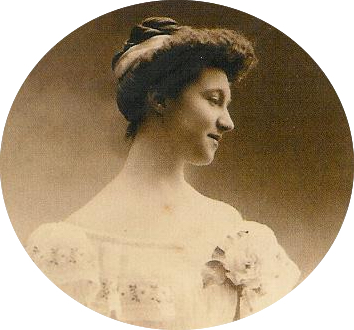
Mme François de Wendel, née Odette Humann

## Armoiries
| Image | Armoiries |
| ----- | --- |
|       | Armes de la Famille Wendel De gueules, à trois marteaux (précédemment des étendards) d'or, emmanchés du même, liés d'azur, dont deux passés en sautoir et le troisième brochant en pal et renversé, au tube de canon d'or posé en fasce, rangé en pointe, à une bordure d'argent.                                 |
|       | Sceau de François de Wendel (1778-1825) Représentation des armoiries de la famille Wendel, timbrée d'une couronne de comte (titre de courtoisie, non-porté par la famille) et sur laquelle figure l'ordre de Saint-Louis. On retrouve également des représentations de ces armoiries avec deux lions en supports. |

## Quelques descendants en ligne féminine
- Théodore de Gargan
- Albert de l'Espée
- François de Curel
- Emmanuel de Mitry
- Philippe Leclerc de Hauteclocque
- Roger du Halgouët
- Hélène Missoffe
- Ernest-Antoine Seillière
- Joséphine Seillière
- Françoise de Panafieu
- Sophie Boegner
- Jean-Maurice Waldruche de Montremy
- Humbert Balsan